# Fowler-Syndrom
Der Begriff Fowler-Syndrom bezeichnet eine angeborene Erkrankung mit einer das Gehirn betreffenden Gefäßveränderung (zebrebrale Vaskulopathie) und in deren Folge ein Gewebsuntergang mit einer Hydrozephalie oder (Hydro)-Anenzephalie.
Nicht zu verwechseln ist das auch als Fowler’s Syndrome bezeichnete Fowler-Christmas-Chapple-Syndrom, welches eine Blasenentleerungsstörung bei jungen Frauen infolge einer Störung am Blasenschließmuskel bezeichnet und gehäuft im Zusammenhang mit Polyzystischem Ovar-Syndrom auftritt.
Synonyme sind: Hydrozephalie/Hydranenzephalie durch zerebrale Vaskulopathie; Proliferative Vaskulopathie und Hydranenzephalie/Hydrozephalie; Vaskulopathie, enzephaloklastische proliferative; EPV; Zerebrale Vaskulopathie, glomeruloide proliferative; englisch Hydranencephaly, Fowler Type; Cerebral proliferative glomeruloid vasculopathy
Die Bezeichnung bezieht sich auf den Erstautor der Erstbeschreibung aus dem Jahre 1972 durch M. Fowler und Mitarbeiter.

## Verbreitung
Die Häufigkeit ist nicht bekannt, die Vererbung erfolgt autosomal-rezessiv.

## Ursache
Der Erkrankung liegen Mutationen im FLVCR2-Gen im Chromosom 14 an Genort q24.3 zugrunde.

## Pathologie
Infolge einer Gefäßmalformation wird das sich entwickelnde Zentralnervensystem bereits im Mutterleibe nachhaltig beeinträchtigt oder abschnittsweise zerstört. Die Malformation resultiert aus abnormaler Angiogenese, zugrunde liegende genetische Veränderungen sind noch nicht bekannt.